# Орегон (Уисконсин)
Вижте пояснителната страница за други значения на Орегон.
Орегон (на английски: Oregon) е град в окръг Дейн, Уисконсин, Съединени американски щати. Намира се на 15 km южно от Медисън. Населението му е 3321 души (по приблизителна оценка от 2017 г.).
В Орегон е роден писателят Кевин Дж. Андерсън (р. 1962).